# چوپان‌ابدال‌لی
چوپان‌ابدال‌لی (به لاتین: Çobanabdallı) یک منطقه مسکونی در جمهوری آذربایجان است که در شهرستان ساموخ واقع شده است. چوپان‌ابدال‌لی ۲۴۳۳ نفر جمعیت دارد.